# 杵
杵（きね）とは、臼と共に使い、おもに穀物の脱穀や籾すりなどに用いる道具。

## 種類

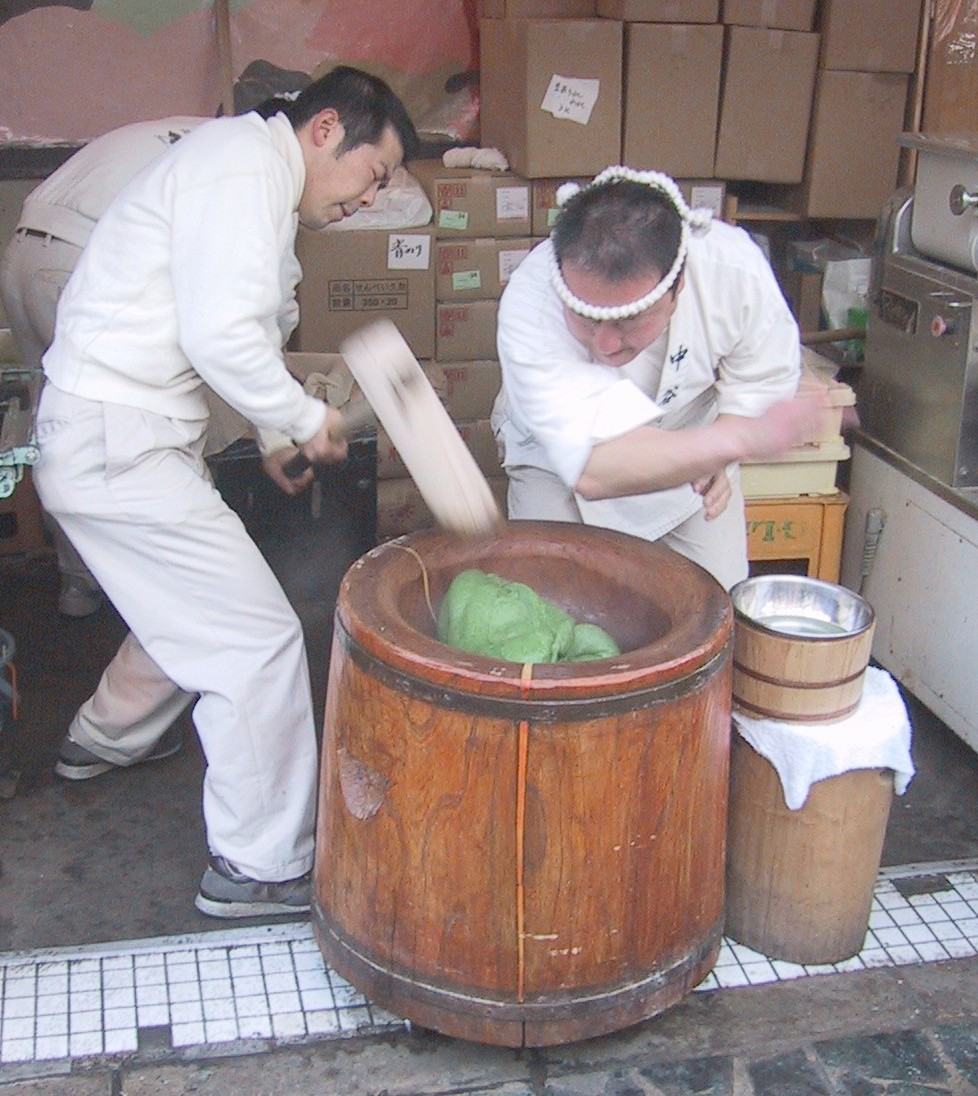
横杵と臼を用いて行う餅つき

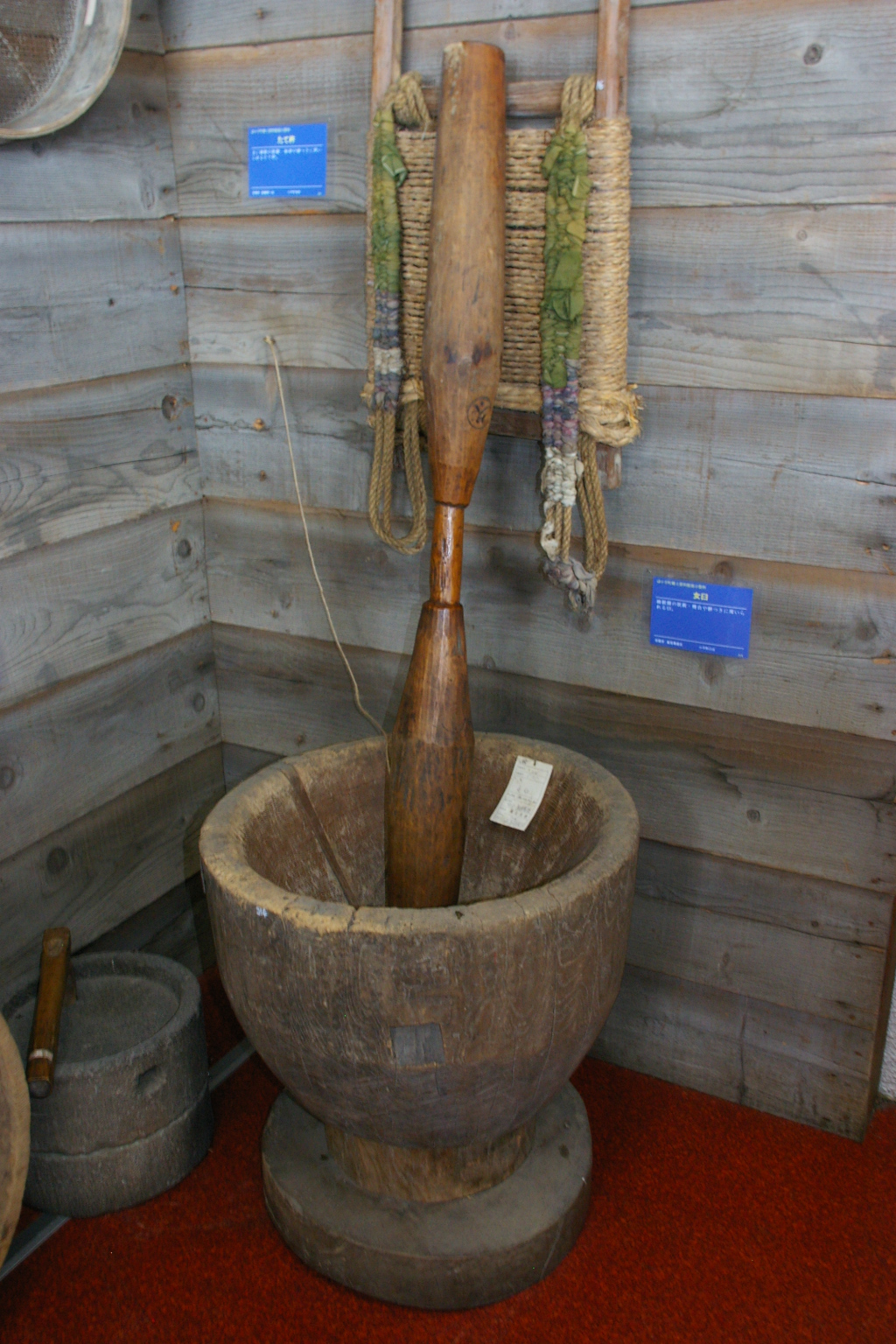
臼と両頭の杵（手杵）

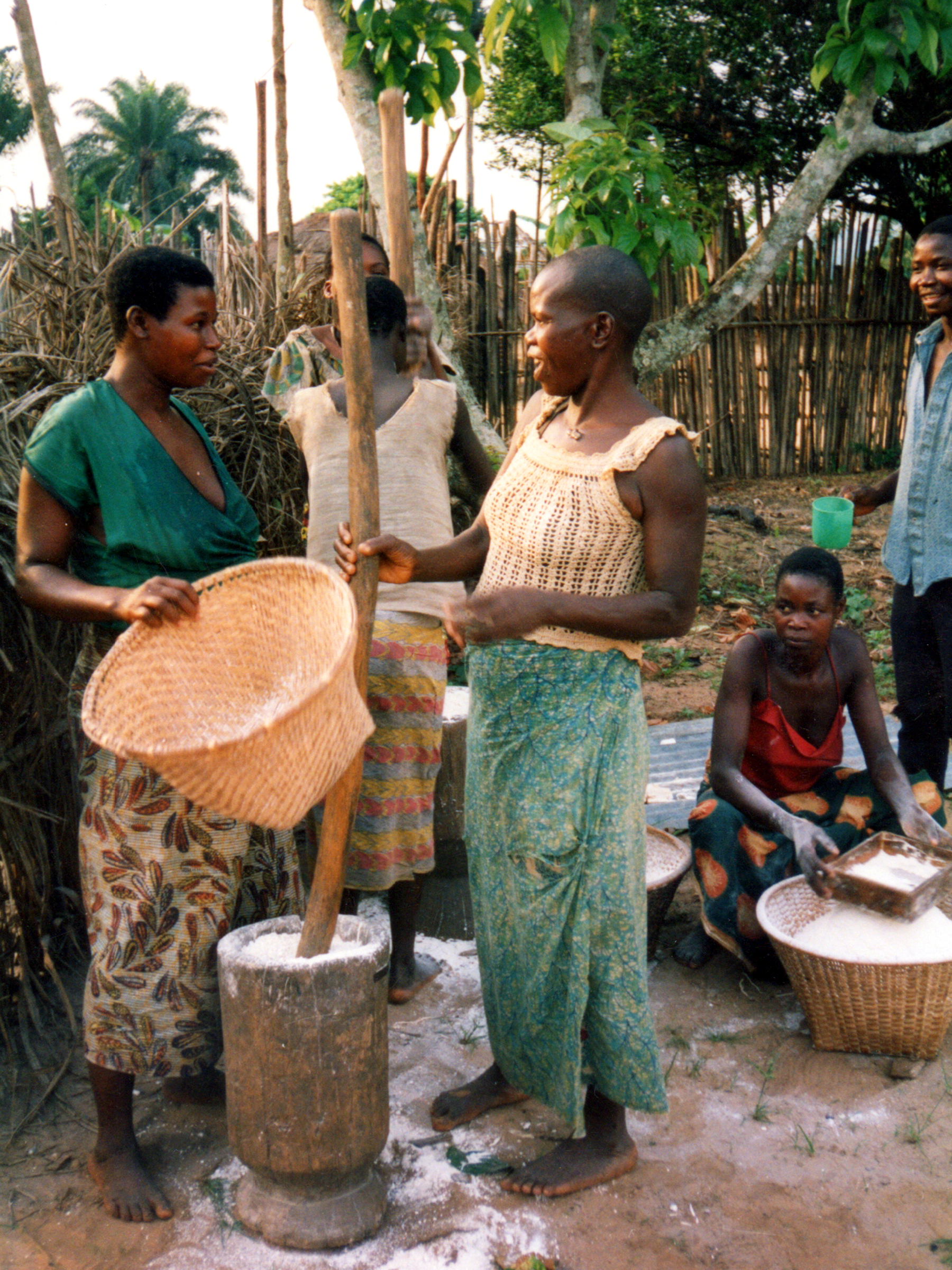
竪杵でフフを作る。コンゴ民主共和国にて。

形状は大きく分けて竪杵（たてぎね）と横杵の2種がある。
棒状で端が太くなっている竪杵は歴史が古く、手杵（てぎね）あるいは兎杵（うさぎきね）とも呼ばれ、もともとは千本杵（せんぼんぎね）とも呼ばれる、単なる長い棒であったが、中間の握り部分を細く、両端を太く加工し、握りやすく打撃の威力が増す両頭のものに発展した。大阪府の水間寺、奈良県、三重県の伊賀地方などでは現在も千本杵を用いた餅つきを行っている。
杵本体と柄が垂直に交わる槌状の横杵は、打杵（うちぎね）ともいい、江戸時代になってから使用されるようになったと思われてきたが、広島県の草戸千軒町遺跡で室町前半のものが発見されており、日本で使用開始は14世紀から16世紀に遡るとされる。横杵は江戸期に臥杵（）とも称された。柄と本体の比率は地方や時期によって違いがある。
手で扱うものの他に、水車小屋内に据え付けるものや、加工機械の部品として取り付けられるものがある。
杵の材料としてはカシやヒノキなどが用いられる。
仏教の法具の金剛杵にも杵の字が使われるが、こちらは武器として使われるものである。

## 用途
穀物の穂を臼に入れ、それを杵で打つことで臼と穀物とや穀物同士が摩擦され脱穀される。もみすりにおいても同様に、籾を臼に入れ、それを杵で打つことで臼、もみ同士が摩擦され籾摺り（米においては精米）される。人手で脱穀や籾摺りをする場合もあるが、水車を動力とした米搗き装置が開発され、自動化されてきた。また、打つことに適することから餅をつくことにも用いられる。日本では弥生時代から用いられ、現代では脱穀もみすり用途よりも餅つきの道具としてなじみ深い。なお石臼が普及する以前は製粉作業も杵で行われていた。精白された穀物を臼に入れ、杵で打つことで粉砕し、粉末にした。
中国では、広西チワン族自治区のチワン族や福建省のシェ族が「粑槌」と呼ばれる千本杵と「粑槽」と呼ばれる長方形の飼い葉桶に似た臼を用いて餅つきを行う伝統を残している。湖北省、湖南省、貴州省の漢族や、客家やミャオ族は横杵を用いて餅つきを行う伝統を残している。中国の横杵の頭は、日本のものよりも長細いことが多い。
千本杵は、加工の効率が低いために、多人数で一度につくことが多く、タイミングを合わせるために餅つき歌を歌うことも行われる。

## 名称
日本語の方言名として、あーじん（鹿児島県与論島）あじむ（鹿児島県奄美群島）、いなつき（稲搗き。沖縄県先島諸島）、うちぎ（打ち木。山形県、秋田県）、おー（千葉県）、かけや（掛矢。香川県）、きねづち（杵槌。山形県米沢市）、つきぎね（栃木県）、なでぎね（撫杵。九州の一部）、なんじょー（山口県）、ほっこく（兵庫県）などがある。アイヌ語では臼をニス、杵をイウタニと呼ぶ。
また、方言できね（杵）が擂り粉木（島根県）、唐棹（長野県）、槌全般（三重県志摩郡）、頑固者・馬鹿者（長崎市、熊本県）などを意味することがある。頑固者は、何回つき降ろされても平気なことからの例え。